# Teenage Mutant Ninja Turtles II: Back from the Sewers
Teenage Mutant Ninja Turtles II: Back from the Sewers är ett Game Boy-spel släppt i december 1991. Spelet är utvecklat och producerat av Konami, och är baserat på serien Teenage Mutant Ninja Turtles, och uppföljare till Game Boy-spelet Fall of the Foot Clan.

## Spelet
Precis som det första TMNT-spelet till NES kan spelaren välja sköldpadda innan varje bana. Varje sköldpadda har sina styrkor och svagheter. Donatello gör kraftfulla attacker med är långsam, Raphael är snabb men har kort räckvidd, medan Leonardo och Michelangelo är välbalanserade. Då en sköldpadda är besegrad tas den till fånga av fienden. Spelet är över då alla fyra sköldpaddor är tillfångatagna. Efter att ha genomfört en bana ges spelaren möjligheten att rädda en tillfångatagen sköldpadda. Om ingen sköldpadda tagits tillfånga får man istället spela en bonusbana, och skaffa sig påfyllning på energimätaren.
Spelet innehåller flera koncept från typiska beat 'em up-spel, som att försöka undvika klippblock på underjordiska banor, åka skateboard och hoppa, och spelet brukar byta från att ha varit typiskt 2D där man går till vänster och höger till ett mer öppet område där sköldpaddorna kan gå över hela skärmen. Bossarna i spelet är standardfigurer: Bebop, Rocksteady, Baxter Stockman, General Traag, Granitor, Krang, Shredder och Super Shredder, men precis som i Fall of the Foot Clan, är Krang slutbossen. Spelet har olika svårighetsgrader där, beroende på nivå, vilket påverkar fiendernas styrka och bossarnas attacker i antalet.

### Fotnoter
1. ↑  ”Teenage Mutant Ninja Turtles III: The Manhattan Project (NES)” (på engelska). Mobygames. 19 mars 1991. http://www.mobygames.com/game/nes/teenage-mutant-ninja-turtles-iii-the-manhattan-project. Läst 1 december 2015.